# Мост на Четвърти километър
Мостът на Четвърти километър е автомоблилен надлез по булевард „Цариградско шосе“ близо до центъра на София.
Преминава над кръглия Площад на авиацията с кръгово движение. На площада се събират булевардите „Д-р Г. М. Димитров“ и „Асен Йорданов“.
Името на надлеза и прилежащия район идва от това, че е разположен на 4 километра от Народното събрание (или на 3,3 км от началото на булевард „Цариградско шосе“) в посока към изхода от София.